# Aphonoides frons
Aphonoides frons är en insektsart som beskrevs av Andrej Vasiljevitj Gorochov 2008. Aphonoides frons ingår i släktet Aphonoides och familjen syrsor. Inga underarter finns listade i Catalogue of Life.